# Anders Petersen (historiker)
 Der er flere personer med dette navn, se Anders Petersen.
Anders Petersen (22. december 1827 – 13. august 1914) var en dansk skolelærer og forfatter til en række historiske, genealogiske og statistiske bøger.

## Fødsel og opvækst
Anders Petersen blev født i Bjæverskov, som den yngste af landmand Peter Nicolaisen og hustru Marie Nilsdatter Bechs fire børn.
Han voksede op med sin familie i Bjæverskovs degnebolig, hvor hans forældre arbejdede for den ugifte degn. Siden landsbydegne ofte var skolelærere, kan dette muligvis forklare, hvorfor han senere blev lærer.
I 1842 blev han konfirmeret som nummer 1 i sin klasse.
Degnen, som havde ansat hans forældre, døde maj samme år, to måneder senere startede Anders Petersen i en alder af 14 år som væverlærling i den nærliggende landsby Slimminge.
I maj 1845 var Anders Petersen udlært som væver. I løbet af de følgende år arbejdede han som væver i forskellige nærliggende landsbyer bortset fra november 1846, hvor han boede i København.
I november 1849 vendte han tilbage til sine forældre i Bjæverskov. Da hans far var over 60 år og arbejdede som daglejer kan han være flyttet tilbage for at forsørge sine forældre.
I 1850 meldte han sig frivilligt til hæren og blev hurtigt underofficer i artilleriet.
Året efter døde hans far, seks år senere døde hans mor.

## Karriere og familieliv
I 1852 blev han optaget på Jonstrup Seminarium på et stipendium fra Grev Brockenhuus Schack af Giesegaard, og i 1855 dimitterede han.
Den 12 Juni 1857 giftede han sig med Olivia Anine Vilhemine Ømann i Garnisons kirke, København.
Fra 1857 til 1886 var han skolelærer i Vallø by.
Der fik han og hans kone fire døtre, Petrine Marie Isabella Petersen (19. februar 1858), Agnes Theodora Elna Petersen (22. april 1860), Olga Dagmar Nicoline Petersen (14. juni 1862) og Thora Astrid Vilhelmine Petersen (19. September 1873).
Den 25. juni 1879 blev han udnævnt til Dannebrogsmand.
I 1886 underskrev han sig som lærer og kirkesanger, da han var forlover for sin datter Agnes, der blev gift med en lærer.
I 1890 var han blevet tildelt fortjenstmedaljen i sølv og boede i Køge som pensioneret lærer med sin kone og to ugifte døtre, hvoraf den ældste (Petrine) selv var lærer.
I 1891 flyttede han med sin hustru fra Køge til Wesselsgade 13-2, København, som pensioneret lærer.
I 1901 var to af hans døtre døde.
Som pensionist var han ikke kun aktiv forfatter, men bl.a. også assistent ved selskabet De danske Vaabenbrødre.

## Efter hans død
Anders Petersen blev efter sin død optaget i 1914-udgaven af Kraks Blå Bog som forfatter og lærer.
Rigsarkivet har bevaret en del af hans breve.
I 1991 samlede en gruppe af danske historikere ledet af J. Ingemann Pedersen midler til en genoptrykning af Anders Petersens bog Sjællands Stifts Degnehistorie, som er meget nyttig for slægtsforskere, men som var blevet meget sjælden.

## Forfatterskab
- Petersen, Anders (1877). Skolestatistik, Skematisk Oversigt over Borger- og Almueskolen i Danmark (Kjøbenhavn undtaget).
- Petersen, Anders (1877). Vallø og Omegn, en historisk Skildring. Gads Forlag. s. 380.
- Petersen, Anders (1884-1891). Den jonstrupske Stat, personalhistoriske Meddelelser om det kgl. blaagaard-jonstrupske Seminariums Lærere og Dimittender 1790-1884, med Tillæg og Rettelser til 1891. s. 408.
- Petersen, Anders (1887). Skolestatistik, Skematisk Oversigt over Borger- og Almueskolen i Danmark.
- Petersen, Anders (1888). Kjøge Byes Historie, samlet efter trykte og utrykte Kilder. Gads Forlag. s. 160.
- Petersen, Anders (1889). Kortfattet topografisk-personal Vejviser for Landet, indeholdende Postadresser, Afstand for Kjøbstæder, Indbyggere, Gaardes og Huses Antal, Sognenes Hartkorn og Areal, Møller, Godser og større Gaarde tilligemed Navne paa Embeds, og Bestillingsmænd, Godsers og større Gaardes Ejere m.m. Gads Forlag. s. 368.
- Petersen, Anders (1899). Sjællands Stifts Degnehistorie, et Bidrag til de svundne Aarhundreders Personal- og Kulturhistorie. N. C. Roms Forlagsforretning, København. s. 248.
- Petersen, Anders (1902). Folkeskolen i Danmark.
- Petersen, Anders (1904). Slægten Ømann med indgiftede Familier.
- Petersen, Anders (1907). Landeværnet og Slaget ved Kjøge Landevej den 29, August 1807. s. 111.
- Petersen, Anders (1911). Stamtavle over min nærmeste Slægt. s. 8.
- Petersen, Anders (1913). En Livshistorie. Hvad jeg selv har oplevet. s. 14.